# Détroit de la Sonde
Le détroit de la Sonde, en indonésien Selat Sunda, est un détroit de la mer de Java séparant les îles indonésiennes de Sumatra et Java.
Le nom du détroit vient de Sunda, qui désigne le pays des Sundanais peuplant la partie occidentale de l’île de Java. Sunda a également donné son nom aux îles de la Sonde, qui s’applique traditionnellement à une partie de l’archipel indonésien.

## Géographie
Le détroit s'étire selon un axe globalement orienté sud-ouest/nord-est. Sa largeur minimale est de 24 km entre les caps Tua sur Sumatra et Pujat sur Java.
Le détroit est profond à son extrémité occidentale, mais dans sa partie orientale, la profondeur maximale n'est que de 20 mètres. De fait, il n'est pas un détroit aisé pour la navigation, comportant de nombreux bancs de sable, des courants de marée puissants. Il est de plus encombré de plates-formes pétrolières aux abords de Java,. Cette configuration l'élimine de la liste des routes alternatives au détroit de Malacca, saturé depuis le début des années 2000.
Il a été pendant des siècles une importante voie maritime, en particulier lorsque la Compagnie néerlandaise des Indes orientales faisait passer ses marchandises en provenance des Moluques vers l'Europe ou l'Inde. De nos jours, son étroitesse, sa faible profondeur et le manque de cartes ont amené le détroit de la Sonde à être délaissé au profit du détroit de Malacca, entre Sumatra et la péninsule Malaise.
Selon une hypothèse récente, émise par l'archéologue Daid Keys et le géologue Ken Wohletz, ce détroit ne relierait la mer de Java à l’océan Indien que depuis le 18 février 535 à la suite de l’explosion titanesque du Krakatoa. Cette éruption  aurait laissé une caldeira de 50 km de diamètre, séparant de fait les îles de Java et Sumatra.

Toutefois cette hypothèse n'a pas entraîné l'assentiment majoritaire des géologues et historiens, et l'on considère en général que le détroit de la Sonde est bien plus ancien, devant son existence non à une caldeira mais à des graben.

## Histoire

### Époque contemporaine
Le 22 décembre 2018, un tsunami est provoqué par l'éruption du volcan Anak Krakatoa, et fait au moins 373 morts, plus de 1500 blessés et de nombreux disparus. Selon l'Agence spatiale européenne (ESA), la puissance de l'éruption a provoqué l'affaissement de tout le flanc sud de l'île volcanique, provoquant une vague géante dans tout le détroit qui commença à atteindre les côtes de Sumatra et Java 24 minutes après l'irruption.